# José Colturi
José Pedro Colturi – piłkarz urugwajski, pomocnik.
Jako piłkarz klubu CA Peñarol wziął udział w turnieju Copa América 1945, gdzie Urugwaj zajął czwarte miejsce. Colturi zagrał w dwóch meczach - z Ekwadorem i Kolumbią (w 63 minucie zmienił go Schubert Gambetta).
Razem z Peñarolem Colturi dwa razy z rzędu zdobył tytuł mistrza Urugwaju - w 1944 i 1945 roku.